# レロイ・カーター
レロイ・カーター（Leroy Carter、1999年2月24日 - ）は、スーパーラグビー・パシフィック、チーフスに所属しているラグビー選手。

## プロフィール
- ニュージーランド・タウランガ出身[1]。
- ポジションはスクラムハーフ(SH)。
- 身長 180cm、体重 86kg
- U20ニュージーランド代表に選ばれたことがある[2]。

## 略歴
2019年、ベイ・オブ・プレンティに加入。
2024年、パリ五輪の7人制ニュージーランド代表に選ばれた。
2025年、チーフスに加入。